# Hunt (lớp tàu khu trục)
Lớp tàu khu trục Hunt là một lớp tàu khu trục hộ tống được Hải quân Hoàng gia Anh Quốc chế tạo trong Chiến tranh Thế giới thứ hai. Những chiếc đầu tiên được đặt hàng vào năm 1939, và lớp tàu này đã được sử dụng rộng rãi trong cuộc chiến tranh, chủ yếu hộ tống các đoàn tàu vận tải dọc theo bờ biển Anh và tại Địa Trung Hải. Chúng được đặt theo tên những rừng săn cáo tại Liên hiệp Anh.

## Lịch sử
Hải quân Hoàng gia đã nhận thức nhu cầu của hai kiểu tàu khu trục khác nhau: kiểu tàu lớn hơn với hỏa lực pháo và ngư lôi mạnh để hoạt động cùng hạm đội, và một kiểu khác cho nhiệm vụ hộ tống. Cho dù các tàu khu trục hạm đội cũ có thể được phân công hoạt động hộ tống khi được những chiếc mới đóng thay thế, chúng không phù hợp cho vai trò này. Tàu khu trục hạm đội được thiết kế cho tốc độ, nên hệ thống động lực của chúng không có hiệu suất tiêu thụ nhiên liệu ở tốc độ hộ tống vận tải, làm giảm tầm xa hoạt động. Kiểu dáng lườn tàu cũng không tối ưu ở tốc độ thấp, không ổn định khi chất thêm thiết bị trên cấu trúc thượng tầng. Vì vậy cần có những cải biến để khắc phục những vấn đề này.
Các tàu hộ tống loại trừ vũ khí nặng và một ít tốc độ của kiểu tàu hạm đội để giảm bớt chi phí và phù hợp hơn cho điều kiện để sản xuất hàng loạt. Kiểu "tàu hộ tống nhanh" mới này sau đó được xếp lớp như "tàu khu trục hộ tống".
86 tàu khu trục lớp Hunt đã được hoàn tất, trong đó 72 chiếc được biên chế cùng Hải quân Hoàng gia, trong khi 14 chiếc còn lại được chuyển cho hải quân các nước Đồng Minh: Bolebroke, Border, Catterick, Hatherleigh, Modbury, Bramham và Hursley cho Hải quân Hoàng gia Hy Lạp; Bedale, Oakley (i) và Silverton cho Hải quân Ba Lan Tự do; Glaisdale, Eskdale và Badsworth cho Hải quân Hoàng gia Na Uy và Haldon cho Hải quân Pháp Tự do.

## Thiết kế
Lớp Hunt được thiết kế dựa trên chiếc tàu xà lúp Bittern năm 1938, một tàu hộ tống với chiều dài 262 foot (80 m), trọng lượng choán nước 1.190 tấn Anh (1.330 tấn Mỹ), trang bị turbine hơi nước hộp số công suất 3.300 shp (2.500 kW) cho phép tốc độ tối đa 18,75 kn (34,73 km/h); vũ khí trang bị gồm ba bệ Mark XIX nòng đôi cho pháo QF 4 inch (102 mm) Mark XVI, được kiểm soát bởi một máy tính điều khiển hỏa lực phòng không với đồng hộ định thời kíp nổ khi đối đầu với máy bay đối phương. Lớp Hunt được dự định mang theo cùng kiểu vũ khí cộng thêm một khẩu đội QF 2 pounder bốn nòng trên bệ Mark VII, trên một lườn tàu có chiều dài tương đương nhưng mạn tàu hẹp hơn 8 foot (2 m), và động cơ trang bị được nâng lên mức 19.000 shp (14.000 kW) cho phép đạt tốc độ tối đa 27 hải lý trên giờ (50 km/h). Hai mươi chiếc đầu tiên được đặt hàng vào tháng 3 và tháng 4 năm 1939. Chúng được thiết kế theo tiêu chuẩn của Bộ Hải quân giống như những tàu khu trục đương thời, không giống như những tàu frigate vốn phù hợp theo thực hành đóng tàu buôn.
Rõ ràng lớp Hunt là một thách thức lớn về thiết kế. Nó quá ngắn và quá hẹp, và không đủ tầm xa hoạt động ngoài đại dương, nên chỉ để hoạt động giới hạn tại Bắc Hải và Địa Trung Hải. Sự hy sinh này được chấp nhận để tạo mọi cơ hội đáp ứng các yêu cầu đặt ra; nhưng những yêu cầu dành cho phòng thiết kế Bộ Hải quân vốn bị quá tải đưa đến những sai sót tính toán nghiêm trọng. Khi hoàn tất những tính toán chi tiết, trọng tâm của con tàu thấp hơn dự kiến và mạn tàu tăng lên. Khi những chiếc đầu tiên được hoàn tất, người ta khám phá rằng chúng nặng hơn 70 tấn Anh (78 tấn Mỹ), bị nặng bên trên, và đưa đến sự mất ổn định nguy hiểm. Hai mười chiếc đầu tiên đã tiến quá xa trong quá trình chế tạo để có thể sửa đổi, nên buộc phải tháo bỏ tháp pháo "X" 4 inch và bổ sung 50 tấn Anh (56 tấn Mỹ) đồ dằn cố định. Những chiếc này trở thành Kiểu I, và những khẩu QF 2 pounder được dời chỗ từ phía sau ống khói đến vị trí "X" thuận lợi hơn.

## Cải biến
Lớp Hunt là một thiết kế thỏa đáng, nhưng chỉ có dung lượng tải trọng bổ sung giới hạn dành cho những cải biến chính yếu. Mọi con tàu đều có một cặp pháo phòng không Oerlikon 20 mm nòng đơn bổ trên hai cánh của cầu tàu khi chúng sẵn có; và radar Kiểu 285 tăng cường cho bộ Điều khiển Hỏa lực-Đo tầm xa Mark I trên cầu tàu dành cho dàn hỏa lực chính. Radar cảnh báo không trung Kiểu 286 được bổ sung trên đỉnh cột ăn-ten, sau được thay thế bằng radar Kiểu 291; và đèn pha tìm kiếm trên những chiếc Cotswold, Silverton, Bleasdale và Wensleydale được thay thế bằng radar chỉ định mục tiêu Kiểu 272 bước sóng xen-ti mét.
Những con tàu được sử dụng trong hoạt động hộ tống tại vùng bờ Đông: mọi chiếc Kiểu I, những chiếc Kiểu II Avon Vale, Blencathra và Liddesdale cùng những chiếc Kiểu III Bleasdale và Glaisdale được trang bị một khẩu QF 2 pounder nòng đơn phía mũi để đối phó với tàu phóng lôi E-boat đối phương. Hầu hết những chiếc Kiểu III sau này thay thế các khẩu Oerlikon nòng đơn bằng bệ Mark V nòng đôi vận hành bằng điện, và một số được bổ sung hai khẩu Bofors 40 mm phòng không nòng đơn trước buồng lái và ở sàn sau.

## Kiểu I
Mười chiếc đầu tiên được đặt hàng vào ngày 21 tháng 3 năm 1939; và thêm mười chiếc khác được tiếp nối vào ngày 11 tháng 4 năm 1939. Thêm ba chiếc nữa được đặt hàng vào ngày 4 tháng 9 năm 1939, dự định theo thiết kế Kiểu II, nhưng trong thực tế được hoàn tất theo thiết kế Kiểu I.

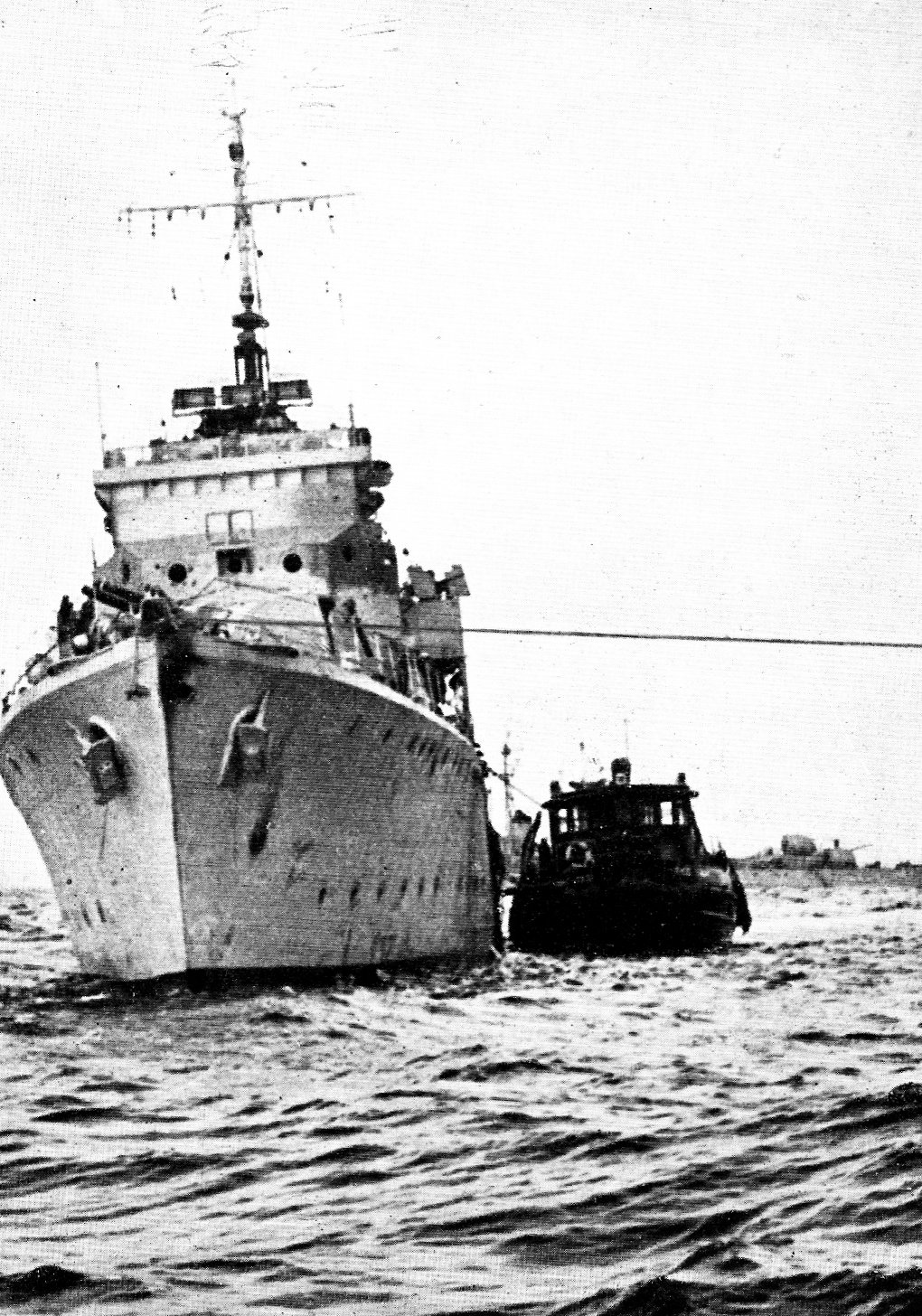
Ibrahim al-Awal của Ai Cập, nguyên là HMS Mendip, bị Israel chiếm năm 1956.

| Tàu        | Xưởng chế tạo                   | Đặt lườn             | Hạ thủy              | Hoạt động            | Số phận |
| ---------- | ------------------------------- | -------------------- | -------------------- | -------------------- | --- |
| Atherstone | Cammell Laird, Birkenhead       | 8 tháng 6 năm 1939   | 12 tháng 12 năm 1939 | 23 tháng 3 năm 1940  | Ngừng hoạt động tháng 10 năm 1945; tháo dỡ 25 tháng 11 năm 1957 |
| Berkeley   | Cammell Laird, Birkenhead       | 8 tháng 6 năm 1939   | 29 tháng 1 năm 1940  | 6 tháng 6 năm 1940   | Trúng bom trong cuộc Đột kích Dieppe, 19 tháng 8 năm 1942 |
| Cattistock | Yarrow, Birkenhead              | 9 tháng 6 năm 1939   | 22 tháng 2 năm 1940  | 22 tháng 7 năm 1940  | Ngừng hoạt động 26 tháng 3 năm 1946; tháo dỡ 2 tháng 7 năm 1957 |
| Cleveland  | Yarrow, Scotstoun               | 7 tháng 7 năm 1939   | 24 tháng 4 năm 1940  | 18 tháng 9 năm 1940  | Ngừng hoạt động tháng 9 năm 1945; đắm năm 1957 trên đường được kéo đi tháo dỡ |
| Eglinton   | Vickers-Armstrong, Tyne         | 8 tháng 6 năm 1939   | 28 tháng 12 năm 1939 | 28 tháng 8 năm 1940  | Ngừng hoạt động 1945; tháo dỡ 28 tháng 5 năm 1956 |
| Exmoor     | Vickers-Armstrong, Tyne         | 8 tháng 6 năm 1939   | 25 tháng 1 năm 1940  | 1 tháng 11 năm 1940  | Bị tàu phóng lôi E-boat S-30 đánh chìm ngoài khơi Lowestoft, 25 tháng 2 năm 1941 |
| Fernie     | John Brown & Company, Clydebank | 8 tháng 6 năm 1939   | 9 tháng 1 năm 1940   | 29 tháng 5 năm 1940  | Sử dụng như mục tiêu tháng 8 năm 1945; ngừng hoạt động 1947, bị tháo dỡ 7 tháng 11 năm 1956 |
| Garth      | John Brown & Company, Clydebank | 8 tháng 6 năm 1939   | 14 tháng 2 năm 1940  | 1 tháng 7 năm 1940   | Ngừng hoạt động tháng 12 năm 1945; tháo dỡ 15 tháng 8 năm 1958 |
| Hambledon  | Swan Hunter, Wallsend           | 8 tháng 6 năm 1939   | 12 tháng 12 năm 1939 | 8 tháng 6 năm 1940   | Ngừng hoạt động tháng 12 năm 1945; tháo dỡ 4 tháng 2 năm 1958 |
| Holderness | Swan Hunter, Wallsend           | 29 tháng 6 năm 1939  | 8 tháng 2 năm 1940   | 10 tháng 8 năm 1940  | Ngừng hoạt động 20 tháng 5 năm 1946; tháo dỡ 20 tháng 11 năm 1956 |
| Cotswold   | Yarrow, Scotstoun               | 11 tháng 10 năm 1939 | 18 tháng 7 năm 1940  | 16 tháng 11 năm 1940 | Ngừng hoạt động 29 tháng 6 năm 1946; tháo dỡ 11 tháng 9 năm 1957 |
| Cottesmore | Yarrow Shipbuilders, Scotstoun  | 12 tháng 12 năm 1939 | 5 tháng 9 năm 1940   | 29 tháng 12 năm 1940 | Ngừng hoạt động 28 tháng 2 năm 1946; bán cho Ai Cập 1950 như là chiếc Ibrahim el Awal, đổi tên Mohamed Ali el Kebir 1951, bị tháo dỡ sau đó |
| Mendip     | Swan Hunter, Wallsend           | 10 tháng 8 năm 1939  | 9 tháng 4 năm 1940   | 12 tháng 10 năm 1940 | Ngừng hoạt động 20 tháng 5 năm 1946; bán cho Trung Hoa dân quốc 1947 và đổi tên thành Lin Fu; giữ lại và bán cho Ai Cập 1949 như là chiếc Mohamed Ali el Kebir, đổi tên thành Ibrahim el Awal 1951; bị Israel chiếm 1956 và đổi tên thành INS Haifa (K-38); xuất biên chế 1968 và bị đánh chìm như một mục tiêu |
| Meynell    | Swan Hunter, Wallsend           | 10 tháng 8 năm 1939  | 7 tháng 6 năm 1940   | 30 tháng 12 năm 1940 | Sử dụng như mục tiêu 11 tháng 9 năm 1945; ngừng hoạt động tháng 12 năm 1946; bán cho Ecuador 1954 và đổi tên thành Presidente Velasco Ibarra; ngừng hoạt động và tháo dỡ 5 tháng 5 năm 1978 |
| Pytchley   | Scotts, Greenock                | 26 tháng 7 năm 1939  | 13 tháng 2 năm 1940  | 23 tháng 10 năm 1940 | Ngừng hoạt động tháng 8 năm 1946; tháo dỡ 1 tháng 12 năm 1956 |
| Quantock   | Scotts, Greenock                | 26 tháng 7 năm 1939  | 22 tháng 4 năm 1940  | 6 tháng 2 năm 1941   | Ngừng hoạt động tháng 12 năm 1945; bán cho Ecuador 1954 và đổi tên thành Presidente Alfaro |
| Quorn      | J. Samuel White, Cowes          | 26 tháng 7 năm 1939  | 27 tháng 3 năm 1940  | 21 tháng 9 năm 1940  | Bị xuồng máy chất nổ Linsen đánh chìm ngoài khơi Normandy, 2 tháng 8 năm 1944 |
| Southdown  | J. Samuel White, Cowes          | 22 tháng 8 năm 1939  | 5 tháng 7 năm 1940   | 8 tháng 11 năm 1940  | Sử dụng như mục tiêu 8 tháng 9 năm 1945; ngừng hoạt động 22 tháng 5 năm 1946 và tháo dỡ 1 tháng 11 năm 1956 |
| Tynedale   | Stephens, Linthouse             | 27 tháng 7 năm 1939  | 5 tháng 6 năm 1940   | 2 tháng 12 năm 1940  | Bị tàu ngầm Đức U-593 đánh chìm 12 tháng 12 năm 1943 |
| Whaddon    | Stephens, Linthouse             | 27 tháng 7 năm 1939  | 16 tháng 7 năm 1940  | 28 tháng 2 năm 1941  | Ngừng hoạt động tháng 10 năm 1945; tháo dỡ 5 tháng 4 năm 1959 |

## Kiểu II
Những khiếm khuyết trong thiết kế của Kiểu I được chỉnh sửa bằng cách tách lườn tàu theo chiều dọc và bổ sung một đoạn 2,5 ft (76 cm), làm tăng chiều rộng mạn tàu lên 31 ft 6 in (9,60 m), giúp có đủ độ ổn định để mang mọi vũ khí được thiết kế. Các con tàu này trở thành Kiểu II, và cũng được thiết kế lại cầu tàu với bệ la bàn mở rộng ra phía trước đến mặt buồng lái. Trong Chương trình Chiến tranh Khẩn cấp 1939, có thêm 36 chiếc lớp Hunt được đặt hàng, trong đó ba chiếc hoàn tất theo thiết kế nguyên thủy (Kiểu I). Dự trữ mìn sâu mang theo cũng tăng từ 40 quả trên Kiểu I lên 110.
Mười tám chiếc được đặt hàng vào ngày 4 tháng 9 năm 1939, và thêm hai chiếc Lauderdale và Ledbury được đặt vào ngày hôm sau. Ba trong số chúng Blankney, Blencathra và Brocklesby được hoàn tất theo đặc tính của Kiểu I. Một lô cuối cùng gồm mười sáu chiếc được đặt hàng vào ngày 20 tháng 12 năm 1939.
| Tàu          | Xưởng chế tạo                          | Đặt lườn             | Hạ thủy              | Hoạt động            | Số phận |
| ------------ | -------------------------------------- | -------------------- | -------------------- | -------------------- | --- |
| Avon Vale    | John Brown, Clydebank                  | 12 tháng 2 năm 1940  | 23 tháng 10 năm 1940 | 17 tháng 2 năm 1941  | Bán để tháo dỡ 1958 |
| Blankney     | John Brown, Clydebank                  | 17 tháng 5 năm 1940  | 19 tháng 12 năm 1940 | 11 tháng 4 năm 1941  | Bán để tháo dỡ 1958 |
| Blencathra   | Cammell Laird, Birkenhead              | 11 tháng 11 năm 1939 | 6 tháng 8 năm 1940   | 14 tháng 12 năm 1940 | Bán để tháo dỡ 1956 |
| Brocklesby   | Cammell Laird, Birkenhead              | 18 tháng 11 năm 1939 | 30 tháng 9 năm 1940  | 9 tháng 4 năm 1941   | Bán để tháo dỡ 1968 |
| Chiddingfold | Scotts, Greenock                       | 1 tháng 3 năm 1940   | 10 tháng 3 năm 1941  | tháng 10 năm 1941    | Bán cho Hải quân Ấn Độ như là chiếc INS Ganga (D94), 1953; tháo dỡ khoảng năm 1975 |
| Cowdray      | Scotts, Greenock                       | 30 tháng 4 năm 1940  | 22 tháng 7 năm 1941  | 29 tháng 7 năm 1942  | Bán để tháo dỡ 1959 |
| Croome       | Alexander Stephen and Sons, Govan      | 7 tháng 6 năm 1940   | 30 tháng 1 năm 1941  | 29 tháng 6 năm 1941  | Bán để tháo dỡ 1957 |
| Dulverton    | Alexander Stephen and Sons, Govan      | 16 tháng 7 năm 1940  | 1 tháng 4 năm 1941   | tháng 9 năm 1941     | Bị hư hại do không kích và đánh đắm, 13 tháng 11 năm 1943 |
| Eridge       | Swan Hunter, Tyne and Wear             | 21 tháng 11 năm 1939 | 20 tháng 8 năm 1940  | 28 tháng 2 năm 1941  | Bị hư hại 1942, hoạt động như căn cứ cố định; tháo dỡ 1946 |
| Farndale     | Yarrow Shipbuilders                    | 21 tháng 11 năm 1939 | 30 tháng 9 năm 1940  | 27 tháng 4 năm 1941  | Tháo dỡ tại Blyth, 4 tháng 12 năm 1962 |
| Heythrop     | Swan Hunter, Wallsend                  | 18 tháng 12 năm 1939 | 20 tháng 10 năm 1940 | 21 tháng 6 năm 1941  | Bị mất 20 tháng 3 năm 1942 |
| Lamerton     | Swan Hunter, Tyne and Wear             | 10 tháng 4 năm 1940  | 14 tháng 12 năm 1940 | 16 tháng 8 năm 1941  | Bán cho Hải quân Ấn Độ như là chiếc INS Gomati (D93), 1953; tháo dỡ 1975 |
| Liddesdale   | Vickers-Armstrongs, Tyne               | 20 tháng 11 năm 1939 | 19 tháng 8 năm 1940  | 28 tháng 2 năm 1941  | Bán để tháo dỡ 1948 |
| Oakley (i)   | Vickers-Armstrongs                     | 22 tháng 11 năm 1939 | 30 tháng 10 năm 1940 | tháng 6 năm 1941     | Nhập biên chế cùng Hải quân Ba Lan như là chiếc ORP Kujawiak; đắm do trúng mìn gần Malta, 16 tháng 6 năm 1942                                                                               |
| Puckeridge   | J. Samuel White, Cowes                 | 1 tháng 1 năm 1940   | 17 tháng 10 năm 1940 | 30 tháng 7 năm 1941  | Bị tàu ngầm U-boat U-617 đánh chìm, 6 tháng 9 năm 1943 |
| Silverton    | J. Samuel White, Cowes                 | 5 tháng 12 năm 1939  | 4 tháng 12 năm 1940  | 28 tháng 5 năm 1941  | Nhập biên chế cùng Hải quân Ba Lan như là chiếc ORP Krakowiak, tháo dỡ 1959 |
| Wheatland    | Yarrow Shipbuilders, Scotstoun         | 30 tháng 5 năm 1940  | 7 tháng 6 năm 1941   | 3 tháng 11 năm 1941  | Bán để tháo dỡ 1959 |
| Wilton       | Yarrow Shipbuilders, Scotstoun         | 7 tháng 6 năm 1940   | 17 tháng 10 năm 1941 | 18 tháng 2 năm 1942  | Bán để tháo dỡ 1959 |
| Lauderdale   | J I Thornycroft                        | 12 tháng 12 năm 1939 | 5 tháng 8 năm 1941   | 24 tháng 12 năm 1941 | Bán để tháo dỡ 1958 |
| Ledbury      | J I Thornycroft                        | 24 tháng 1 năm 1940  | 27 tháng 9 năm 1941  | 11 tháng 2 năm 1942  | Bán để tháo dỡ 1958 |
| Badsworth    | Cammell Laird, Birkenhead              | 15 tháng 5 năm 1940  | 17 tháng 3 năm 1941  | 18 tháng 8 năm 1941  | Chuyển cho Hải quân Hoàng gia Na Uy như là chiếc HNoMS Arendal 1944; ngừng hoạt động 1961, tháo dỡ 1965                                                                                     |
| Beaufort     | Cammell Laird, Birkenhead              | 17 tháng 7 năm 1940  | 9 tháng 6 năm 1941   | 3 tháng 11 năm 1941  | Bán cho Na Uy như là chiếc KNM Haugesund (F312) 1956; tháo dỡ 1965 |
| Bedale       | Hawthorn Leslie & Co., Hebburn-on-Tyne | 25 tháng 5 năm 1940  | 27 tháng 3 năm 1941  | 17 tháng 4 năm 1942  | Nhập biên chế cùng Hải quân Ba Lan như là chiếc ORP Slazak (L26); trả cho Anh 1946 và bán cho Hải quân Ấn Độ như là chiếc INS Godavari (D92) năm 1953, ngừng hoạt động 1976 và tháo dỡ 1979 |
| Bicester     | Hawthorn Leslie & Co., Hebburn-on-Tyne | 29 tháng 5 năm 1940  | 5 tháng 9 năm 1941   | 9 tháng 5 năm 1942   | Ngừng hoạt động 1950, bán để tháo dỡ 1956 |
| Blackmore    | A. Stephen & Sons Ltd., Glasgow        | 10 tháng 2 năm 1940  | 2 tháng 12 năm 1941  | 14 tháng 4 năm 1942  | Chuyển cho Hải quân Hoàng gia Đan Mạch như là chiếc HDMS Esbern Snare (F341) 1952, ngừng hoạt động và tháo dỡ 1966                                                                          |
| Bramham      | Alexander Stephen and Sons             | 7 tháng 4 năm 1941   | 29 tháng 1 năm 1942  | 16 tháng 6 năm 1942  | Chuyển cho Hải quân Hoàng gia Hy Lạp như là chiếc Themistoklis, tháng 3 năm 1943, hoàn trả cho Anh 1959 và tháo dỡ 1960                                                                     |
| Calpe        | Swan Hunter, Wallsend                  | 12 tháng 6 năm 1940  | 28 tháng 4 năm 1941  | 11 tháng 12 năm 1941 | Chuyển cho Hải quân Hoàng gia Đan Mạch như là chiếc HDMS Rolf Krake 1952; ngừng hoạt động 1962 và tháo dỡ 1966                                                                              |
| Exmoor       | Swan Hunter, Wallsend                  | 7 tháng 6 năm 1940   | 12 tháng 3 năm 1941  | 18 tháng 10 năm 1941 | Xuất biên chế tháng 11 năm 1945; chuyển cho Hải quân Hoàng gia Đan Mạch như là chiếc HDMS Valdemar Sejr (F343); ngừng hoạt động 1962 và tháo dỡ 1966                                        |
| Grove        | Swan Hunter, Wallsend                  | 28 tháng 8 năm 1940  | 29 tháng 5 năm 1941  | 5 tháng 2 năm 1942   | Đắm do trúng ngư lôi, 12 tháng 6 năm 1942 |
| Hursley      | Swan Hunter, Tyne and Wear             | 21 tháng 12 năm 1940 | 25 tháng 7 năm 1941  | 2 tháng 4 năm 1942   | Chuyển cho Hải quân Hoàng gia Hy Lạp như là chiếc Kriti, 2 tháng 11 năm 1943; trả cho Anh 1959 và bán để tháo dỡ 1960                                                                       |
| Hurworth     | Vickers-Armstrongs, Wallsend           | 10 tháng 4 năm 1940  | 16 tháng 4 năm 1941  | 5 tháng 10 năm 1941  | Bị đánh chìm 22 tháng 10 năm 1943 |
| Middleton    | Vickers-Armstrongs, Wallsend           | 10 tháng 4 năm 1940  | 12 tháng 5 năm 1941  | 10 tháng 1 năm 1943  | Ngừng hoạt động 1945; bán để tháo dỡ 1958 |
| Oakley (ii)  | Yarrow, Scotstoun                      | 19 tháng 8 năm 1940  | 15 tháng 1 năm 1942  | 7 tháng 7 năm 1942   | Bán cho Cộng hỏa Liên Bang Đức như là chiếc Gneisenau 1958; tháo dỡ 1972 |
| Southwold    | J. Samuel White                        | 18 tháng 6 năm 1940  | 29 tháng 5 năm 1941  | 9 tháng 10 năm 1941  | Đắm do trúng mìn, 24 tháng 3 năm 1942 |
| Tetcott      | J. Samuel White                        | 29 tháng 7 năm 1940  | 12 tháng 8 năm 1941  | 2 tháng 12 năm 1941  | Ngừng hoạt động 1946; tháo dỡ 1957 |
| Zetland      | Yarrow Shipbuilders, Glasgow           | 2 tháng 10 năm 1940  | 7 tháng 3 năm 1942   | 27 tháng 6 năm 1942  | Chuyển cho Hải quân Hoàng gia Na Uy như là chiếc HNoMS Tromsø (D311/F311) 1952, bán cho Na Uy 1956; tháo dỡ 1965                                                                            |

## Kiểu III
Trong chương trình chế tạo 1940, ngư lôi được xem là cần thiết. Vì vậy 27 chiếc tiếp theo được hoàn tất với một thiết kế cải biến, Kiểu III, và được dự định đặc biệt dành để hoạt động tại chiến trường Địa Trung Hải. Chúng hy sinh bệ pháo "Y" cho một cặp ống phóng ngư lôi Anh Kiểu 21 giữa tàu; đèn pha tìm kiếm được chuyển đến bệ che phía đuôi do việc bố trí lại. Những chiếc Hunt Kiểu III có thể được phân biệt dễ dàng khi chúng có một ống khói thẳng với miệng dốc, và cột ăn-ten trước không nghiêng. Mười bốn chiếc trong số chúng không được trang bị hay được tháo bỏ các vây ổn định, lấy chỗ để mang thêm dầu đốt.
| Tàu         | Xưởng chế tạo                   | Đặt lườn             | Hạ thủy              | Hoạt động            | Số phận                                                                                  |
| ----------- | ------------------------------- | -------------------- | -------------------- | -------------------- | ---------------------------------------------------------------------------------------- |
| Airedale    | John Brown, Clydebank           | 20 tháng 11 năm 1940 | 12 tháng 8 năm 1941  | 8 tháng 1 năm 1942   | Mất do không kích tháng 6 năm 1942                                                       |
| Albrighton  | John Brown, Clydebank           | 30 tháng 12 năm 1940 | 11 tháng 10 năm 1941 | 22 tháng 2 năm 1942  | Chuyển cho Hải quân Tây Đức năm 1959 như chiếc Raule, tháo dỡ 1969                       |
| Aldenham    | Cammell Laird, Birkenhead       | 22 tháng 8 năm 1940  | 27 tháng 8 năm 1941  | 5 tháng 2 năm 1942   | Mất do trúng mìn trong biển Adriatic, tháng 12 năm 1944                                  |
| Belvoir     | Cammell Laird, Birkenhead       | 14 tháng 10 năm 1940 | 18 tháng 11 năm 1941 | 29 tháng 3 năm 1942  | Ngừng hoạt động 1946; tháo dỡ 1957                                                       |
| Blean       | Hawthorn Leslie                 | 22 tháng 2 năm 1941  | 15 tháng 1 năm 1942  | 23 tháng 8 năm 1942  | Trúng ngư lôi từ tàu ngầm U-443, tháng 12 năm 1942                                       |
| Bleasdale   | Vickers-Armstrongs, Wallsend    | 31 tháng 10 năm 1940 | 23 tháng 7 năm 1941  | 16 tháng 4 năm 1942  | Ngừng hoạt động 1946; tháo dỡ 1956                                                       |
| Bolebroke   | Swan Hunter, Tyne and Wear      | 3 tháng 4 năm 1941   | 5 tháng 11 năm 1941  | 27 tháng 6 năm 1942  | Chuyển cho Hy Lạp như là chiếc Pindos (L65), trả cho Anh năm 1960 và tháo dỡ             |
| Border      | Swan Hunter, Tyne and Wear      | 1 tháng 5 năm 1941   | 3 tháng 2 năm 1942   | 5 tháng 8 năm 1942   | Chuyển cho Hy Lạp như là chiếc Adrias (L67), loại bỏ sau khi trúng mìn tháng 10 năm 1943 |
| Catterick   | Vickers-Armstrongs, Wallsend    | 1 tháng 3 năm 1941   | 22 tháng 11 năm 1941 | 12 tháng 6 năm 1942  | Bán cho Hy Lạp năm 1946 như là chiếc Hastings, tháo dỡ 1963                              |
| Derwent     | Vickers-Armstrongs, Wallsend    | 29 tháng 12 năm 1940 | 22 tháng 8 năm 1941  | 24 tháng 4 năm 1942  | Loại bỏ sau khi trúng ngư lôi từ máy bay, tháng 3 năm 1943, tháo dỡ 1946                 |
| Easton      | J. Samuel White, Cowes          | 25 tháng 3 năm 1941  | 11 tháng 7 năm 1942  | 7 tháng 12 năm 1942  | Ngừng hoạt động 1947; tháo dỡ 1953                                                       |
| Eggesford   | J. Samuel White, Cowes          | 23 tháng 6 năm 1941  | 12 tháng 9 năm 1942  | 21 tháng 1 năm 1943  | Bán cho Hải quân Tây Đức năm 1959 như là chiếc Brommy (F218), tháo dỡ 1969               |
| Eskdale     | Cammell Laird, Birkenhead       | 18 tháng 1 năm 1941  | 16 tháng 3 năm 1942  | 31 tháng 7 năm 1942  | Chuyển cho Na Uy, mất do trúng ngư lôi bởi E-boat, tháng 4 năm 1943                      |
| Glaisdale   | Cammell Laird, Birkenhead       | 4 tháng 2 năm 1941   | 5 tháng 1 năm 1942   | 12 tháng 6 năm 1942  | Chuyển cho Na Uy, được Na Uy mua năm 1946 như là chiếc Narvik, tháo dỡ 1962              |
| Goathland   | Fairfield                       | 30 tháng 1 năm 1941  | 3 tháng 2 năm 1942   | 6 tháng 11 năm 1942  | Loại bỏ sau khi trúng mìn, tháng 7 năm 1944, tháo dỡ 1946                                |
| Haldon      | Fairfield                       | 16 tháng 1 năm 1941  | 27 tháng 4 năm 1942  | 15 tháng 12 năm 1942 | Chuyển cho Pháp như là chiếc La Combattante, mất do trúng mìn, 23 tháng 2 năm 1945       |
| Kanaris     | Vickers-Armstrongs, Wallsend    | 12 tháng 12 năm 1940 | 18 tháng 12 năm 1941 | 27 tháng 7 năm 1942  | Chuyển cho Hy Lạp như là chiếc Kanaris, trả cho Anh và tháo dỡ năm 1960                  |
| Haydon      | Vickers-Armstrongs, Wallsend    | 1 tháng 5 năm 1941   | 2 tháng 4 năm 1942   | 24 tháng 10 năm 1942 | Ngừng hoạt động 1947; tháo dỡ 1958                                                       |
| Holcombe    | A. Stephen & Sons Ltd., Glasgow | 3 tháng 4 năm 1941   | 14 tháng 4 năm 1942  | 16 tháng 9 năm 1942  | Mất do trúng ngư lôi từ tàu ngầm U-593, 12 tháng 12 năm 1943                             |
| Limbourne   | A. Stephen & Sons Ltd., Glasgow | 8 tháng 4 năm 1941   | 12 tháng 5 năm 1942  | 24 tháng 10 năm 1942 | Mất do trúng ngư lôi, tháng 10 năm 1943                                                  |
| Melbreak    | Swan Hunter, Tyne and Wear      | 23 tháng 6 năm 1941  | 5 tháng 3 năm 1942   | 10 tháng 10 năm 1942 | Ngừng hoạt động 1945; tháo dỡ 1956                                                       |
| Modbury     | Swan Hunter, Tyne and Wear      | 5 tháng 8 năm 1941   | 13 tháng 4 năm 1942  | 25 tháng 11 năm 1942 | Chuyển cho Hy Lạp như là chiếc Miaoulis, hoàn trả cho Anh và tháo dỡ năm 1960            |
| Penylan     | Vickers-Armstrongs, Wallsend    | 4 tháng 6 năm 1941   | 17 tháng 3 năm 1942  | 25 tháng 8 năm 1942  | Mất do trúng ngư lôi bởi E-boat, 3 tháng 12 năm 1942                                     |
| Rockwood    | Vickers-Armstrongs, Wallsend    | 29 tháng 8 năm 1941  | 13 tháng 6 năm 1942  | 4 tháng 11 năm 1942  | Loại bỏ sau khi trúng bom lượn, 11 tháng 11 năm 1943, tháo dỡ 1946                       |
| Stevenstone | J. Samuel White, Cowes          | 2 tháng 9 năm 1941   | 23 tháng 11 năm 1942 | 18 tháng 3 năm 1943  | Ngừng hoạt động 1947; tháo dỡ 1959                                                       |
| Talybont    | J. Samuel White, Cowes          | 28 tháng 11 năm 1941 | 3 tháng 2 năm 1943   | 19 tháng 5 năm 1943  | Ngừng hoạt động 1947; tháo dỡ 1961                                                       |
| Tanatside   | Yarrow Shipbuilders, Glasgow    | 23 tháng 6 năm 1941  | 30 tháng 4 năm 1942  | tháng 8 năm 194      | Bán cho Hy Lạp như là chiếc Adrias (D06), 1946; tháo dỡ 1964                             |
| Wensleydale | Yarrow Shipbuilders, Glasgow    | 28 tháng 7 năm 1941  | 20 tháng 6 năm 1942  | 20 tháng 10 năm 1942 | Loại bỏ sau tai nạn va chạm, tháng 11 năm 1944; tháo dỡ 1947                             |

## Kiểu IV
Hai chiếc Hunt cuối cùng có nguồn gốc độc lập từ một thiết kế riêng được hãng John I. Thornycroft & Company chuẩn bị trước chiến tranh. Được đề xuất cho Bộ Hải quân Anh nhưng bị từ chối vào năm 1938, một thiết kế cải biến được chấp thuận vào năm 1940, và được biết đến như Kiểu IV. Chúng có một thiết kế lườn tàu mới lạ, có mặt cắt dạng chữ U ở phần trước với khớp đôi đặc trưng và mặt cắt phần giữa có góc vuông ở đáy tàu. Dạng lườn đặc biệt này dự định làm tăng hiệu suất ở tốc độ thấp và giảm bớt sự chòng chành mà không cần đến đồ dằn hay các cánh ổn định, giúp tạo nên một bệ pháo vững chắc. Thử nghiệm cho thấy nó cải thiện hiệu suất đến 8% ở tốc độ 20 hải lý trên giờ (37 km/h).
Những đặc tính khác bao gồm sàn trên được mở rộng gần hết chiều dài con tàu, tăng thêm chỗ nghỉ ngơi bên trong con tàu, một cải tiến đáng kể do thành phần thủy thủ đoàn tăng lên trong thời chiến, cũng như giúp thủ thủ trong tác chiến được che chở hầu như hoàn toàn. Do đó, tháp pháo X giờ đây bố trí ở sàn trên thay vì một bệ nâng cao.
| Tàu        | Xưởng chế tạo            | Đặt lườn            | Hạ thủy             | Hoạt động            | Số phận                                                                      |
| ---------- | ------------------------ | ------------------- | ------------------- | -------------------- | ---------------------------------------------------------------------------- |
| Brecon     | Thornycroft, Southampton | 27 tháng 2 năm 1941 | 27 tháng 6 năm 1942 | 18 tháng 12 năm 1942 | Ngừng hoạt động 4 tháng 12 năm 1945; tháo dỡ 17 tháng 9 năm 1962 tại Faslane |
| Brissenden | Thornycroft, Southampton | 28 tháng 2 năm 1941 | 15 tháng 9 năm 1942 | 12 tháng 2 năm 1943  | Ngừng hoạt động 19 tháng 6 năm 1948; tháo dỡ 3 tháng 3 năm 1965 tại Dalmuir  |